# Technique du génie électrique
 (août 2023).
Si vous disposez d'ouvrages ou d'articles de référence ou si vous connaissez des sites web de qualité traitant du thème abordé ici, merci de compléter l'article en donnant les références utiles à sa vérifiabilité et en les liant à la section « Notes et références ».
Technique du Génie Électrique ou TGE est un programme d'étude dans les collèges et les cégep de la province de Québec. Cette technique permet aux étudiants d'acquérir des compétences du domaine du génie électrique. Les finissants de ce programme sont appelés des technologues contrairement aux techniciens, qui sont les finissants d'un cours professionnel.

## Divisions du programme
Après une session de collège, l'édudiant doit choisir entre deux branches. Soit le domaine des Télécommunications ou bien de l'Industriel.